# Amorphoscelis chinensis
Amorphoscelis chinensis es una especie de mantis de la familia Amorphoscelidae.

## Distribución geográfica
Se encuentra en China.